# ASB Classic 2018
36°51′13″ пд. ш. 174°46′25″ сх. д. / 36.853742° пд. ш. 174.773507° сх. д.
Auckland Open 2018 (спонсор - ASB Bank) - чоловічий і жіночий тенісний турнір, що проходив на відкритих кортах з твердим покриттям ASB Tennis Centre в Окленді (Нова Зеландія). Належав до серії ATP 250 в рамках Туру ATP 2018 та International в рамках Туру WTA 2018. Це був 33-й за ліком ASB Classic серед жінок, і 42-й Heineken Open серед чоловіків. Жіночий турнір тривав з 1 до 7 січня, а чоловічий - з 8 до 13 січня 2018 року.

## Призові очки і гроші

### Розподіл очок
| Дисципліна                 | П   | Ф   | ПФ  | ЧФ | 1/8 | 1/16 | Q   | Q3  | Q2  | Q1  |
| Одиночний розряд, чоловіки | 250 | 150 | 90  | 45 | 20  | 0    | 12  | 6   | 0   | Н/Д |
| Парний розряд, чоловіки    | 250 | 150 | 90  | 45 | 0   | Н/Д  | Н/Д | Н/Д | Н/Д | Н/Д |
| Одиночний розряд, жінки    | 280 | 180 | 110 | 60 | 30  | 1    | 18  | 14  | 10  | 1   |
| Жінки, парний розряд       | 280 | 180 | 110 | 60 | 1   | Н/Д  | Н/Д | Н/Д | Н/Д | Н/Д |

### Розподіл призових грошей
| Дисципліна                 | П       | Ф       | ПФ      | ЧФ      | 1/8    | 1/161  | Q3     | Q2     | Q1   |
| Одиночний розряд, чоловіки | $89,435 | $47,105 | $25,515 | $14,535 | $8,565 | $5,075 | $2,285 | $1,145 | Н/Д  |
| Парний розряд, чоловіки *  | $27,170 | $14,280 | $7,740  | $4,430  | $2,590 | Н/Д    | Н/Д    | Н/Д    | Н/Д  |
| Одиночний розряд, жінки    | $43,000 | $21,400 | $11,300 | $5,900  | $3,310 | $1,925 | $1,005 | $730   | $530 |
| Парний розряд, жінки *     | $12,300 | $6,400  | $3,435  | $1,820  | $960   | Н/Д    | Н/Д    | Н/Д    | Н/Д  |

1 кваліфаєри також отримують призові гроші 1/16 фіналу

* на пару

## Учасники чоловічих змагань

### Сіяні
| Країна    | Гравець                | Рейтинг1 | Посіяний |
| --------- | ---------------------- | -------- | -------- |
| США       | Джек Сок               | 8        | 1        |
| Аргентина | Хуан Мартін дель Потро | 11       | 2        |
| США       | Сем Кверрі             | 13       | 3        |
| США       | Джон Ізнер             | 17       | 4        |
| Іспанія   | Роберто Баутіста Аґут  | 20       | 5        |
| Уругвай   | Пабло Куевас           | 32       | 6        |
| Іспанія   | Давид Феррер           | 37       | 7        |
| Росія     | Андрій Рубльов         | 39       | 8        |

- 1 Рейтинг подано станом на 1 січня 2018.

### Інші учасники
Нижче наведено учасників, які отримали вайлдкард на участь в основній сітці:
- Стефанос Ціціпас
- Майкл Венус
- Wu Yibing

Нижче наведено гравців, які пробились в основну сітку через стадію кваліфікації:
- Раду Албот
- Рожеріу Дутра Сілва
- Каспер Рууд
- Тім Смичек

Такі тенісисти потрапили в основну сітку як Щасливі лузери:
- Liam Caruana
- Таро Даніель
- Лукаш Лацко
- Тенніс Сандгрен

### Знялись з турніру
До початку турніру
- Кайл Едмунд → його замінив  Тенніс Сандгрен
- Раян Гаррісон → його замінив  Liam Caruana
- Гвідо Пелья → його замінив  Таро Даніель
- Андрій Рубльов → його замінив  Лукаш Лацко

## Учасники основної сітки в парному розряді

### Сіяні
| Країна  | Гравець           | Країна        | Гравець          | Рейтинг1 | Сіяний |
| ------- | ----------------- | ------------- | ---------------- | -------- | ------ |
| Австрія | Олівер Марах      | Хорватія      | Мате Павич       | 36       | 1      |
| ПАР     | Равен Класен      | Нова Зеландія | Майкл Венус      | 40       | 2      |
| Мексика | Сантьяго Гонсалес | Чилі          | Хуліо Перальта   | 57       | 3      |
| Уругвай | Пабло Куевас      | Аргентина     | Орасіо Себальйос | 59       | 4      |

- 1 Рейтинг подано станом на 1 січня 2018.

### Інші учасники
Нижче наведено пари, які отримали вайлдкард на участь в основній сітці:
- Леандер Паес /  Пурав Раджа
- Джек Сок /  Jackson Withrow

Наведені нижче пари отримали місце як заміна:
- Раду Албот /  Тенніс Сандгрен

### Знялись з турніру
До початку турніру
- Гвідо Пелья

Під час турніру
- Пабло Куевас

## Учасниці

### Сіяні
| Країна    | Гравчиня           | Рейтинг1 | Посіяна |
| --------- | ------------------ | -------- | ------- |
| Данія     | Каролін Возняцкі   | 3        | 1       |
| Німеччина | Юлія Гергес        | 14       | 2       |
| Чехія     | Барбора Стрицова   | 23       | 3       |
| Польща    | Агнешка Радванська | 28       | 4       |
| США       | Лорен Девіс        | 48       | 5       |
| Казахстан | Юлія Путінцева     | 50       | 6       |
| Німеччина | Мона Бартель       | 52       | 7       |
| Хорватія  | Донна Векич        | 54       | 8       |

- 1 Рейтинг подано станом на 25 грудня 2017.

### Інші учасниці
Нижче наведено учасниць, які отримали вайлдкард на участь в основній сітці:
- Сара Еррані[1]
- Софія Кенін[2]
- Джейд Льюїс[3]

Нижче наведено гравчинь, які пробились в основну сітку через стадію кваліфікації:
- Їсалін Бонавентюре
- Яна Фетт
- Вікторія Кужмова
- Сачія Вікері

## Учасниці в парному розряді

### Сіяні
| Країна          | Гравчиня                 | Країна    | Гравчиня         | Рейтинг1 | Сіяна |
| --------------- | ------------------------ | --------- | ---------------- | -------- | ----- |
| Японія          | Ері Нодзумі              | Японія    | Мію Като         | 85       | 1     |
| Японія          | Нао Хібіно               | Хорватія  | Дарія Юрак       | 101      | 2     |
| Велика Британія | Наомі Броді              | Аргентина | Марія Ірігоєн    | 156      | 3     |
| Австралія       | Родіонова Аріна Іванівна | Бельгія   | Марина Заневська | 175      | 4     |

- 1 Рейтинг подано станом на 25 грудня 2017.

### Інші учасниці
Нижче наведено пари, які отримали вайлдкард на участь в основній сітці:
- Пейдж Мері Гуріган /  Ерін Рутліфф
- Hsieh Shu-ying /  Джейд Льюїс

## Переможниці

### Одиночний розряд, чоловіки
- Роберто Баутіста Аґут —  Хуан Мартін дель Потро, 6–1, 4–6, 7–5

### Одиночний розряд, жінки
- Юлія Гергес —  Каролін Возняцкі, 6–4, 7–6(7–4)

### Парний розряд, чоловіки
- Олівер Марах /  Мате Павич —  Макс Мирний /  Філіпп Освальд, 6–4, 5–7, [10–7]

### Парний розряд, жінки
- Сара Еррані /  Бібіана Схофс —  Ері Нодзумі /  Мію Като, 7–5, 6–1